# Средние Апочки
Средние Апочки — село в Горшеченском районе Курской области. Является центром Среднеапоченского сельсовета.

## География
Средние Апочки находятся на западе Горшеченского района. Через село протекает река Апочка.
Расстояние до областного центра составляет 130 км, до райцентра Горшечное — 40 км, до города Старый Оскол — 43 км.

## История
Село упоминается в исторических документах с 1691 года.
В 1897 году, по данным переписи населения, проводившейся в Российской империи, в Средних Апочках насчитывалось 1896 человек, которые жили в 321 дворе. В селе имелись хлебозапасный магазин, пять лавок (четыре мелочных и одна винная) и две мукомольных мельницы.
В Средних Апочках в ту пору было три учебных заведения: церковно-приходская школа, земская школа и двухклассное образцовое училище, здание для которого с залом 20×8 метров построили в 1879 году. В летописи села, хранящейся в школьном краеведческом музее, есть описание и приходской школы. Там указывается, что здание имело две комнаты: класс для теоретических занятий и переплетную мастерскую для трудов.
В июле 1942 года началась оккупация села немцами, которая продолжалась 6 месяцев. 28 января 1943 года село было освобождено. При освобождении села от немецких захватчиков сложили свои головы многие воины Советской Армии. Из них 54 солдата захоронены в братской могиле неподалеку от здания сельской администрации.
В 1992 году возведено новое двухэтажное здание школы.

## Храм Великомученика Димитрия Солунского
Строительство каменного храма в честь святого великомученика Димитрия Солунского в Средних Апочках началось в 1811 году. Стройка растянулась на три десятка лет. К середине XIX века архитектурный ансамбль среднеапоченской церкви приобрел законченный вид.
К концу XIX века на колокольне среднеапоченского храма насчитывалось пять колоколов. Самый большой, стопудовый, был приобретен в 1882 году в Воронеже.
21 июня 1938 года было принято постановление о закрытии храма в селе Средние Апочки.
В 1944 году приход храма св. Димитрия Солунского в Средних Апочках получил официальную регистрацию в Совете по делам православной церкви при СНК СССР по Курской области.
11 августа 1950 года Курский облисполком вновь принял решение о закрытии среднеапоческого храма.
15 мая 1989 года храм решением Курского областного Совета народных депутатов был возвращен Церкви. 14 июня того же года решение курских депутатов было подтверждено Советом по делам религий при Совете Министров СССР.
В 2011 году храм отпраздновал 200-летний юбилей.
В настоящее время в храме ведутся восстановительные работы.

## Население
| 2002 | 2010 |
| ---- | ---- |
| 561  | ↘537 |

## Известные уроженцы
- Золотухин, Григорий Сергеевич (8 [21] ноября 1911 — 20 сентября 1988) — советский государственный и партийный деятель, министр заготовок (1973—1985), министр хлебопродуктов СССР (1985—1987). Герой Социалистического Труда (1973).
- Малыхин, Федор Мефодьевич (17 февраля 1906 — 26 июля 1970) — советский генерал-полковник (1959).